# Фонтноа ла Вил
Фонтноа ла Вил (фр. Fontenois-la-Ville) насеље је и општина у источној Француској у региону Франш-Конте, у департману Горња Саона која припада префектури Лир.
По подацима из 2011. године у општини је живело 142 становника, а густина насељености је износила 11,65 становника/km². Општина се простире на површини од 12,19 km². Налази се на средњој надморској висини од 300 метара (максималној 333 m, а минималној 243 m).

## Демографија
| 1962. | 1968. | 1975. | 1982. | 1990. | 1999. | 2011. |
| ----- | ----- | ----- | ----- | ----- | ----- | ----- |
| 145   | 155   | 141   | 151   | 179   | 172   | 142   |

График промене броја становника у току последњих година